# Dicranomyia halterata
Dicranomyia halterata är en tvåvingeart som beskrevs av Osten Sacken 1869. Dicranomyia halterata ingår i släktet Dicranomyia och familjen småharkrankar. Arten är reproducerande i Sverige. Inga underarter finns listade i Catalogue of Life.